# Martin Vlachovský
Martin Vlachovský (* 28. listopad 2000) je český profesionální fotbalista, který hraje na pozici záložníka za český klub FK Třinec.

## Klubové statistiky
Aktuální k 1. listopadu 2024
| Sezona    | Klub             | Soutěž         | Zápasy | Góly |
| --------- | ---------------- | -------------- | ------ | ---- |
| 2018/2019 | MFKKarviná       | Fortuna liga   | 2      | 0    |
| 2018/2019 | MFK Karviná      | Juniorská liga | 1      | 0    |
| 2020/2021 | MFK Karviná      | Fortuna liga   | 1      | 0    |
| 2020/2021 | FK Blansko       | FNL            | 9      | 1    |
| 2021/2022 | 1. SK Prostějov  | FNL            | 14     | 0    |
| 2021/2022 | MFK Karviná      | Fortuna liga   | 4      | 0    |
| 2022/2023 | 1. SK Prostějov  | FNL            | 17     | 0    |
| 2022/2023 | FK Frýdek-Místek | MSFL           | 7      | 1    |
| 2023/2024 | FK Třinec        | MSFL           | 31     | 7    |
| 2024/2025 | FK Třinec        | MSFL           | 15     | 2    |